# Lepas australis
Lepas australis is een eendenmosselensoort uit de familie van de Lepadidae. De wetenschappelijke naam van de soort is voor het eerst geldig gepubliceerd in 1851 door Darwin.